# ارینا جکی
ارینا جکی (انگلیسی: Erina Jeke؛ زادهٔ ۱۶ اوت ۱۹۹۰) یک بازیکن فوتبال اهل زیمبابوه است. وی بازیکن تیم ملی فوتبال بانوان زیمبابوه و به نمایندگی از این کشور در رقابت‌های فوتبال بانوان در بازی‌های المپیک تابستانی ۲۰۱۶ حضور داشت.